# 1215
| [ Edytuj tabelę ]                          |                                                                                      |
| Książę Małopolski                          | - 1211 Leszek Biały 1227                                                             |
| Książę Wielkopolski                        | - 1202 Władysław III Laskonogi 1229 - 1208 Władysław Odonic 1218                     |
| Król Angkoru                               | - 1181 Dżajawarman VII 1218                                                          |
| Król Anglii                                | - 1199 Jan bez Ziemi 1216                                                            |
| Król Aragonii i Walencji, hrabia Barcelony | - 1213 Jakub I Zdobywca 1276                                                         |
| Książę Bawarii                             | - 1183 Ludwik I 1231                                                                 |
| Margrabia Brandenburgii                    | - 1205 Albrecht II 1220                                                              |
| Książę Burgundii                           | - 1192 Eudes III 1218                                                                |
| Cesarz Bizancjum                           | - 1204 Teodor I Laskarys 1222                                                        |
| Car Bułgarii                               | - 1207 Borił 1218                                                                    |
| Cesarz Chin                                | - 1194 Song Ningzong 1224                                                            |
| Król Cypru                                 | - 1205 Hugo I 1218                                                                   |
| Król Czech                                 | - 1198 Przemysł Ottokar I 1230                                                       |
| Król Danii                                 | - 1202 Waldemar II Zwycięski 1241                                                    |
| Władca Egiptu                              | - 1199 Al-Adil 1218                                                                  |
| Cesarz Etiopii                             | - 1189 Gebre Meskel 1229                                                             |
| Król Francji                               | - 1180 Filip II August 1223                                                          |
| Król Gruzji                                | - 1213 Jerzy IV Lasza 1222                                                           |
| Cesarz Japonii                             | - 1210 Juntoku 1221                                                                  |
| Kalif                                      | - 1180 An-Nasir 1225                                                                 |
| Król Kastylii                              | - 1214 Henryk I Kastylijski 1217                                                     |
| Patriarcha Konstantynopola                 | - 1213 Teodor II Irenik 1215 - 1215 Maksymus II 1215 - 1215 Manuel I Charitopul 1222 |
| Władca Korei                               | - 1213 Kojong 1259                                                                   |
| Król Leónu                                 | - 1188 Alfons IX 1230                                                                |
| Cesarz Łaciński                            | - 1205 Henryk Flandryjski 1216                                                       |
| Kalif Maroka                               | - 1213 Abu Jusuf II 1224                                                             |
| Król Nawarry                               | - 1194 Sanczo VII 1234                                                               |
| Król Norwegii                              | - 1204 Inge II Baardsson 1217                                                        |
| Hrabia Palatynatu                          | - 1214 Ludwik I Wittelsbach 1227                                                     |
| Papież                                     | - 1198 Innocenty III 1216                                                            |
| Król Portugalii                            | - 1211 Alfons II 1223                                                                |
| Sułtan Rumu                                | - 1211 Kajkawus I 1220                                                               |
| Książę Rusi halickiej                      | - 1213 Mścisław I Niemy 1216                                                         |
| Cesarz Rzymski (niemiecki)                 | - 1209 Otto IV 1218                                                                  |
| Książę Saksonii                            | - 1212 Albrecht I 1260                                                               |
| Król Szkocji                               | - 1214 Aleksander II 1249                                                            |
| Król Szwecji                               | - 1208 Eryk X Knutsson 1216                                                          |
| Doża Wenecji                               | - 1205 Pietro Ziani 1229                                                             |
| Król Węgier                                | - 1205 Andrzej II 1235                                                               |
| Wielki mistrz zakonu krzyżackiego          | - 1209 Hermann von Salza 1239                                                        |

Rok 1215 / MCCXV
stulecia: XII wiek ~
XIII wiek ~
XIV wiek

lata: 1205 «
1210 «
1211 «
1212 «
1213 «
1214 «
1215
» 1216
» 1217
» 1218
» 1219
» 1220
» 1225

## Wydarzenia w Polsce
- Zjazd książąt w Wolborzu, na którym Leszek Biały, Konrad mazowiecki, Władysław Odonic i Kazimierz I opolski wydali przywilej immunitetowy dla Kościoła. Duchowieństwo uzyskało przywilej własnego sądownictwa na podstawie prawa kanonicznego i tym sposobem znaczną niezależność od władzy państwowej.
- Papież Innocenty III utworzył biskupstwo misyjne dla Prus, które nadał zakonnikowi z wielkopolskiego Łekna, Niemcowi Chrystianowi.
- Pierwsza wzmianka historyczna o Rumi.

## Wydarzenia na świecie
- 1 czerwca – podboje Mongołów: Czyngis-chan zdobył i spalił 350-tysięczny wówczas Pekin.
- 15 czerwca – władca angielski Jan bez Ziemi pod naciskiem możnych swego królestwa wydał przywilej znany pod nazwą Magna Charta Libertatum (Wielka Karta Swobód), która ograniczała władzę monarszą, głównie w dziedzinie skarbowej i sądowej, określając jednocześnie uprawnienia baronów, duchowieństwa i zakres swobód klas niższych.
- 24 sierpnia – Bulla z dnia 24 sierpnia: papież Innocenty III jako zwierzchnik Anglii rzucił klątwę na szlachtę i miasto Londyn, zabronił stosować Wielką Kartę Swobód i potępił ją. Anglicy odmówili mu posłuszeństwa w sprawach świeckich, sięgnęli po broń przeciw królowi Janowi, a w październiku powołali na tron Ludwika, syna króla Francji Filipa Augusta.
- 1 listopada – rozpoczął się Sobór laterański IV.
- 11 listopada – pierwsze posiedzenie IV soboru laterańskiego, zwołanego przez papieża Innocentego III, podczas którego podejmowano kwestie m.in. Eucharystii, małżeństwa i sakramentu pokuty; to wówczas sformułowano naukę o transsubstancjacji. Muzułmanie i Żydzi zostali zobowiązanie do zamieszkiwania w odizolowanych dzielnicach- gettach  i noszenia odmiennych szat.
- 30 listopada – odbyło się ostatnie posiedzenie Soboru Laterańskiego IV.

- W Anglii postanowiono, że żaden wolny człowiek (freeman) nie mógł zostać uwięziony bez nakazu sądu.

## Urodzili się
- 23 września – Kubilaj-chan, wnuk Czyngis-chana, syn Tołuja i Sorkaktani-beki, piąty wielki chan mongolski i pierwszy cesarz Chin z dynastii Yuan (zm. 1294)

## Zmarli
- 1 sierpnia – Eisai Myōan (jap. 明菴栄西), mnich buddyjski, który przyniósł buddyzm rinzai zen oraz zieloną herbatę z Chin do Japonii (ur. 1141)
- 12 października – Dytryk, biskup Merseburga (ur. ok. 1150)
- data dzienna nieznana:
  - Michał I Angelos, despota Epiru (ur. ?)